# Угляны (Берёзовский район)
Угляны (бел. Вугляны) — деревня в Берёзовском районе Брестской области Белоруссии. Входит в состав Здитовского сельсовета.

## География
Деревня находится в центральной части Брестской области, при автодороге Р-84, на расстоянии приблизительно 3 километров (по прямой) к югу от города Берёза, административного центра района. Абсолютная высота — 149 метров над уровнем моря. Площадь населённого пункта — 0,7511 км².

## История
По состоянию на 1905 год, в Углянах проживало 733 человека. В административном отношении деревня входила в состав Березской волости Пружанского уезда Гродненской губернии.
Согласно Рижскому мирному договору (1921), деревня вошла в состав межвоенной Польши. Входила в состав гмины Берёза Картузская Пружанского повета Полесского воеводства Польши. В 1921 году числилось 678 жителей, проживавших в 131 доме. В этническом составе населения того периода поляки составляли 100 %. В конфессиональном составе населения преобладали католики (86 %) и православные христиане (14 %).
С 1939 года в БССР, с 1940 года являлась центром Углянского сельсовета.

## Население
По данным переписи 2019 года, в деревне проживало 124 человека.
| Год  | Население, человек |
| ---- | ------------------ |
| 1905 | 733                |
| 1921 | ↘ 678              |
| 2009 | ↘ 103              |
| 2019 | ↗ 124              |